# Mass Effect 2
Mass Effect 2 is een actierollenspel van spelontwikkelaar BioWare. Het spel uitgebracht voor pc en Xbox 360 in januari 2010 door Electronic Arts. De PlayStation 3-versie kwam uit in januari 2011. Mass Effect 2 is het vervolg op het succesvolle Mass Effect.
Niet lang na de gebeurtenissen in Mass Effect wordt de bemanning van de SSV Normandy aangevallen door een onbekende vijand. Een groepering genaamd Cerberus probeert te achterhalen wie deze mysterieuze vijanden zijn en of ze in verband kunnen worden gebracht met de Reapers. Shepard moet zich voorbereiden op een gevaarlijke missie met minimale overlevingskansen en kan hier alleen in slagen als hij de slimste, sterkste en dodelijkste individuen in het sterrenstelsel kan rekruteren.

## Gameplay
De speler kan kiezen om vrouw of man te worden en ook kan de speler kiezen uit verschillende klassen. Voorbeelden hiervan zijn de soldaat en de sentinel. Elk van deze klassen heeft zijn eigen speciale vaardigheden die verder ontwikkeld kunnen worden. Ook kunnen sommige wapens niet gebruikt worden door bepaalde klassen.
Het spel bevat gevechten die uitgevochten worden met wapens en krachten. Net zoals in de voorloper Mass Effect, kan de speler gebruikmaken van Tech- en Biotic-krachten. Deze krachten variëren van het genereren van een schild tot het aantasten van een vijand zijn zenuwstelsel.
De speler bezit een schip, genaamd de SSV Normandy 2. Door middel van de sterrenkaart kunnen verschillende planetenstelsels bezocht worden. Daarbinnen kan de speler een missie doen waar mogelijk, of grondstoffen werven op een planeet. Deze grondstoffen kunnen gebruikt worden om nieuwe krachtige wapens te ontwikkelen, maar vooral om krachten en/of wapens te versterken en verbeteren.
Naast de gevechten bestaat het spel uit het houden van gesprekken en het maken van morele keuzes daarbij. Deze morele keuzes kunnen effect hebben op andere gebeurtenissen in het spel.

### Downloadbare inhoud
Er zijn veel verschillende soorten downloadbare inhoud uitgegeven voor Mass Effect 2. Deze pakketten variëren van het toevoegen van nieuwe wapens en kleding, tot gehele nieuwe sterrenstelsels en missies. Veel van de downloadbare inhoud (dlc) is gratis te verkrijgen wanneer de speler beschikt over een nieuw gekocht spel. Bij elk nieuw gekocht spel zit namelijk een code voor het Cerberus Network. Via dit netwerk kan de speler dlc downloaden. Wanneer de speler een tweedehands spel koopt, of het spel leent, zal de speler voor de gratis dlc het Cerberus Network moeten kopen voor 1200 Microsoft Points. Mensen op de pc of Xbox 360 moeten veel van deze dlc zelf downloaden of kopen. Mensen met de PlayStation 3-versie zullen veel van de dlc al bij het kopen van het spel krijgen.
Hieronder staat een lijst van uitgegeven dlc:
| Titel van de dlc                  | Inhoud | Uitgiftedatum                                                                                         | Prijs |
| --------------------------------- | --- | --- | --- |
| Inferno Armor                     | Kledingset | Pre-order                                                                                             | Gratis gegeven wanneer het spel vooraf werd besteld bij Amazon.com. Nu ook inbegrepen bij het Equalizer Pack.                                                                  |
| Terminus Armor and Weapon         | Kledingset en sterk wapen | Pre-order voor Xbox 360- en pc-eigenaren. Beschikbaar via het PSN network voor PlayStation gebruikers | Gratis bij het bestelling vooraf bij GameStop en Play.com. Gratis voor PlayStation-eigenaren tot aan 23 februari 2011. Daarna werd het betaalde dlc.                           |
| Sentry Interface                  | Helm | 26-01-2010                                                                                            | Dr. Pepper/7-Eleven Promo item |
| Recon Hood                        | Helm | 26-01-2010                                                                                            | Dr. Pepper/7-Eleven Promo item |
| Umbra Visor                       | Helm | 26-01-2010                                                                                            | Dr. Pepper/7-Eleven Promo item |
| Incisor Sniper Rifle              | Sniper Rifle | 26-01-2010                                                                                            | Gratis bij aankoop van de Digital Deluxe Edition. Nu beschikbaar in het Aegis Pack.                                                                                            |
| Collectors' Weapon and Armor      | Kleding set en wapen | 26-01-2010                                                                                            | Gratis bij aankoop van de Collectors' Edition |
| Blood Dragon Armor                | Kledingset | 26-01-2010                                                                                            | Gratis bij aankoop van Dragon Age: Origins |
| Normandy Crash Site               | Missie | 26-01-2010                                                                                            | Gratis |
| Zaeed: The Price of Revenge       | Nieuw personage, missie en sterk wapen                                                                                           | 28-01-2010                                                                                            | Gratis |
| Cerberus Weapon and Armor         | Kledingset en shotgun | 09-02-2010                                                                                            | Gratis |
| Cerberus Arc Projector            | Sterk wapen | 09-03-2010                                                                                            | Gratis |
| Firewalker Pack                   | Nieuw voertuig en 5 missies | 23-03-2010                                                                                            | Gratis |
| Alternate Appearance Pack #1      | 3 nieuwe outfits voor teammaten                                                                                                  | 23-03-2010                                                                                            | 160 MS/BioWare Points |
| Kasumi's Stolen Memory            | Nieuw personage, missie, en Submachine Gun                                                                                       | 06-04-2010                                                                                            | 560 MS/BioWare Points |
| Equalizer Pack                    | Kledingset | 05-04-2010                                                                                            | 160 MS/BioWare Points |
| Overlord                          | Missiepakket | 15-06-2010                                                                                            | 560 MS/BioWare Points |
| Aegis Pack                        | Kledingset en Sniper Rifle | 07-07-2010                                                                                            | 160 MS/BioWare Points |
| Firepower Pack                    | Wapenset | 03-08-2010                                                                                            | 160 MS/BioWare Points |
| Lair of the Shadow Broker         | Missiepakket | 07-09-2010                                                                                            | 800 MS/BioWare Points |
| Mass Effect: Genesis              | Interactief stripboek | 19-01-2011 (Voor de PS3)                                                                              | Gratis |
| M-490 Blackstorm Projector Weapon | Sterk wapen | 19-01-2011 (Voor de PS3)                                                                              | Gratis voor PlayStation-eigenaren tot aan 23 februari 2011. Daarna is het betaalde dlc. Beschikbaar als een bonusitem voor de pc en Xbox 360 op de uitgavedatum, niet als DLC. |
| Recon Operations Pack             | - Collector Armor - Collector Assault Rifle - Recon Hood - Sentry Interface - Umbra Visor                                        | 19-01-2011 (Alleen voor de PS3)                                                                       | $1.99 USD |
| N7 Complete Arsenal Bundle        | - Alternate Appearance Pack 1 - Equalizer Pack - Aegis Pack - Firepower Pack - Terminus Weapon and Armor - Recon Operations Pack | 19-01-2011 (Alleen voor de PS3)                                                                       | $7.99 USD |
| Alternate Appearance Pack #2      | 3 outfits voor teammaten | 08-02-2011                                                                                            | 160 MS/BioWare Points |
| Arrival                           | Missiepakket | 29-03-2011                                                                                            | 560 MS/BioWare Points (Xbox 360/PC), $6,99/£5,49 (PS3) |

## Verhaal
In het jaar 2183 wordt de SSV Normandy aangevallen door een onbekende vijand. De Normandy vergaat en de meeste bemanningsleden weten te ontsnappen, maar Commander Shepard overleeft de aanval niet en zijn lichaam belandt op een nabijgelegen planeet. De organisatie Cerberus, geleid door de Illusive Man, start een project genaamd Lazarus. Haar doel is om Shepard terug tot leven te wekken zonder zijn persoonlijkheid aan te passen. Shepard wordt twee jaar later wakker in een ruimtebasis van Cerberus waar hij kennismaakt met Jacob Taylor en Miranda Lawson, twee topsoldaten van Cerberus.
Zij brengen Shepard in contact met de Illusive Man die zegt dat kolonies van mensen volledig verdwijnen zonder een spoor van vernieling achter te laten. Shepard en zijn nieuwe bondgenoten gaan naar de kolonie Freedom's Progress waar de recentste aanval is gebeurd. Ze krijgen daar de hulp van een groep quarians geleid door Tali'Zorah Vas Neema, een vroeger bemanningslid van de Normandy. Op Freedom's Progress ontdekt Shepard dat de ontvoerders een groep ruimtewezens is bekend als Collectors. Dit zijn ook de ruimtewezens die de Normandy twee jaar eerder hebben vernietigd. Zij gebruiken kleine insectachtige robots die hun slachtoffers verlammen zodat de Collectors deze levend kunnen meenemen.
Na deze missie wordt Shepard terug in contact gebracht met de Illusive Man. Hij vertelt Shepard dat hij een team moet samenstellen en geeft hem een lijst met kandidaten. Shepard krijgt ook de hulp van zijn vroegere piloot, Jeff 'Joker' Moreau, die zich bij Cerberus heeft aangesloten. Joker toont Shepard zijn nieuwe schip, de Normandy SR-2. Dit schip is gebaseerd op de oude Normandy en bevat enkele nieuwigheden, zoals de geavanceerde kunstmatige intelligentie genaamd EDI. De bemanning van de SR-2 begint hun zoektocht naar bondgenoten. Deze zoektocht leidt hen naar de salarian Mordin Solus, de krogan Grunt, de psychopate Jack en de mysterieuze vigilante Archangel, ook wel bekend als Garrus Vakarian.
De zoektocht wordt stilgelegd wanneer de Collectors de kolonie Horizon aanvallen. De Collectors worden geleid door hun generaal, Harbinger, die zijn onderdanen kan overnemen om zo zelf mee te vechten. Shepard slaagt erin de halve kolonie te redden en ontdekt dat de Collectors technologie van de Reapers hebben. De zoektocht naar bondgenoten gaat voort en Shepard rekruteert de drell Thane, een asari genaamd Samara en de quarian Tali'Zorah.
De Illusive Man stuurt Shepard op onderzoek op het wrak van een schip van de Collectors. Hier ontdekt hij dat de Collectors ooit protheans waren, de buitenaardse wezens waarvan men dacht dat ze volledig waren uitgeroeid in een volkerenmoord uitgevoerd door de Reapers. De Reapers hebben de protheans niet uitgeroeid maar omgebouwd. De collectors zijn dus genetisch sterk verschillend van de protheans. Na deze ontdekking blijkt dat het schip waarop ze aanwezig zijn geen wrak is. Het was een val van de Collectors die plots Shepard en zijn team aanvallen. Het team kan ontsnappen dankzij Joker en EDI.
EDI analyseert de vluchtroute van het schip van de Collectors en ontdekt dat de ze een basis hebben in de kern van de Melkweg. De enige manier om hier te geraken is door de Omega 4 relay. Geen schip buiten dat van de Collectors heeft die reis ooit overleefd. De enige manier om er door te geraken is wanneer de Omega 4 relay de Normandy identificeert als een schip van de Collectors of de Reapers. De Illusive Man stuurt Shepard naar een dode Reaper om een Reaper IFF te zoeken, een toestel dat dit mogelijk maakt. Op deze reaper wordt Shepard geholpen door een geth. Wanneer Shepard de IFF heeft gevonden raakt de geth beschadigd. Er start een vuurgevecht en Shepard neemt de geth mee naar de Normandy waar EDI hem de naam Legion geeft. Legion behoort tot een factie van geth die tegen de Reapers is en hij kiest ervoor om Shepard te helpen in zijn missie.
Na de installatie van de IFF wordt de Normandy aangevallen en geënterd door Collectors terwijl Shepard en zijn team van boord zijn. De rest van de bemanning, behalve Joker, wordt meegenomen. De enige manier om de Collectors weg te krijgen is wanneer EDI volledige controle heeft over de Normandy en haar verdedigingsmechanismen. Joker geeft EDI volledige controle en de Normandy is gered.
Wanneer Shepard en zijn team klaar zijn gaan ze door de Omega 4 relay om de zelfmoordmissie te beginnen. Shepard vindt op de basis van de Collectors een kamer waar alle ontvoerde mensen samengebracht worden in smeltinstallaties. Ze worden tot pulp verwerkt en door buizen weggepompt naar de grootste kamer op de basis. Shepards bemanning is klaar om verwerkt te worden en afhankelijk van de keuzes die de speler gemaakt heeft zullen sommige of zelfs alle bemanningsleden sterven.
Shepard bereikt de kamer waar de pulp samenkomt. Ze gebruiken het genetisch materiaal van de mensen om een menselijke Reaper te maken. Waarom is niet geheel zeker, maar EDI denkt dat dit de manier is waarop Reapers voortplanten. Shepard schiet de buizen die naar de mens-Reaper leiden kapot waardoor die in een diepe put valt. Hij krijgt hierna een bericht binnen van de Illusive Man die hem vraagt de basis niet te vernietigen omdat deze nuttig kan zijn. Het stelt voor om een soort explosie te veroorzaken die enkel organisch leven vernietigt. De speler kan zelf kiezen of hij de basis opblaast of bijhoudt. Na deze keuze komt de Reaper terug naar boven gevlogen en begint Shepard en zijn team aan te vallen.
Na de vernietiging van de Reaper vlucht het team naar de Normandy. Harbingers stem klinkt door de gangen van de basis. Hij zegt dat er niets veranderd is en dat de mensen nog steeds de aandacht hebben van zij die oneindig veel beter zijn, de Reapers. De speler ziet de generaal van de Collectors en hoort Harbinger zeggen dat de Collectors gefaald hebben. Dan blijkt dat Harbinger niet de generaal van de Collectors is maar een Reaper die de generaal heeft overgenomen. Hij verliest zijn controle en de laatste Collectors sterven wanneer de Normandy de basis verlaat.
Indien Shepard de missie overleeft krijgt hij van Joker een document met gegevens van de Reaper Harbinger. Op het einde zien we een legioen Reapers de Melkweg naderen.

## Platforms
| Jaar | Platform          |
| ---- | ----------------- |
| 2010 | Windows, Xbox 360 |
| 2011 | PlayStation 3     |

## Ontvangst
| Beoordeeld door    | Platform | Datum            | Score |
| ------------------ | -------- | ---------------- | ----- |
| Xboxygen           | Xbox 360 | 7 februari 2010  | 100%  |
| The Review Busters | Xbox 360 | februari 2010    | 98%   |
| Xboxdynasty (XD)   | Xbox 360 | 2 februari 2010  | 93%   |
| Gamer.co.il        | Windows  | 28 februari 2010 | 92%   |
| GamesCollection    | Windows  | 24 maart 2010    | 90%   |
| Games.co.il        | Windows  | 3 februari 2010  | 90%   |
| Gamer.nl           | Windows  | 29 januari 2010  | 90%   |
| Peliplaneetta.net  | Windows  | 28 januari 2010  | 89%   |
| 2404.org PC Gaming | Windows  | 15 februari 2010 | 85%   |
| JeuxVideoPC.com    | Windows  | 29 januari 2010  | 80%   |

## Trivia
- In het videospel zit op diverse plaatsen een automatiek van FEBO, een Nederlandse snackbarketen.
- Het spel is opgenomen in het boek 1001 Video Games You Must Play Before You Die van Tony Mott.